# West Virginia
West Virginia là một tiểu bang Hoa Kỳ trong vùng Appalachia, nói chung được biết đến như là The Mountain State. West Virginia ly khai khỏi Khối thịnh vượng chung Virginia trong suốt Nội chiến Hoa Kỳ và được chấp nhận vào Liên Bang như là một bang tách biệt ngày 20 tháng 6 năm 1863 (ngày kỉ niệm West Virginia Day ở tiểu bang này). Đây là bang duy nhất được thành lập do kết quả trực tiếp của nội chiến Mỹ.